# شرکای جرم
شرکای جرم (ایتالیایی: Partners in Crime) یک فیلم کمدی صامت آمریکایی است که در سال ۱۹۲۸ منتشر شد.

## بازیگران
- والاس بیری
- ریموند هاتون
- ماری برایان
- ویلیام پاول
- جک لودن
- آرتور هاوسمن
- آلبرتو روکاردی
- جرج اروینگ
- جک اندرو